# Вязальная машина

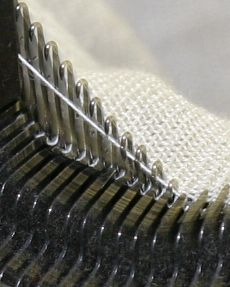
Современная вязальная машина в действии

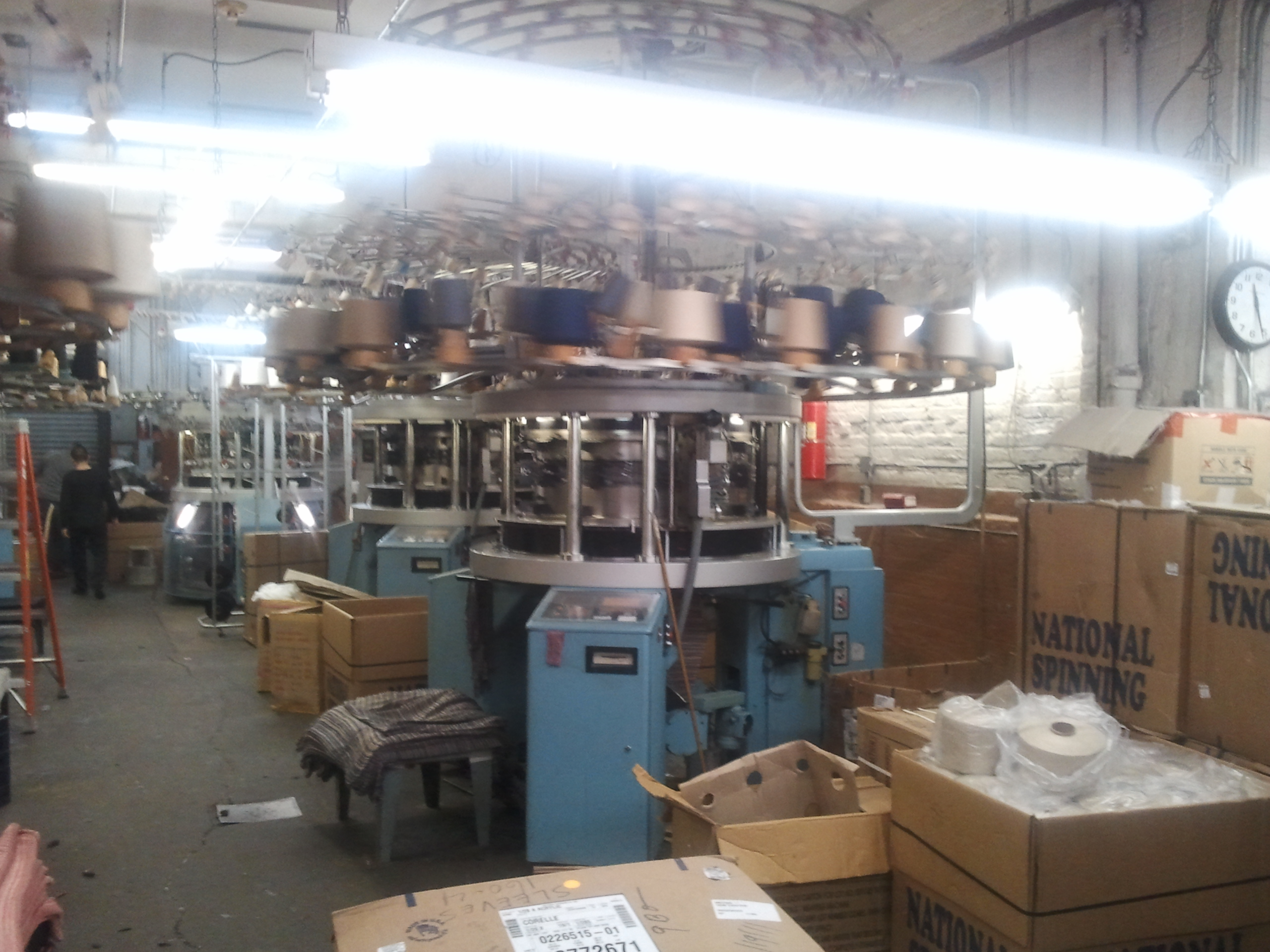
Современные электрические вязальные машины

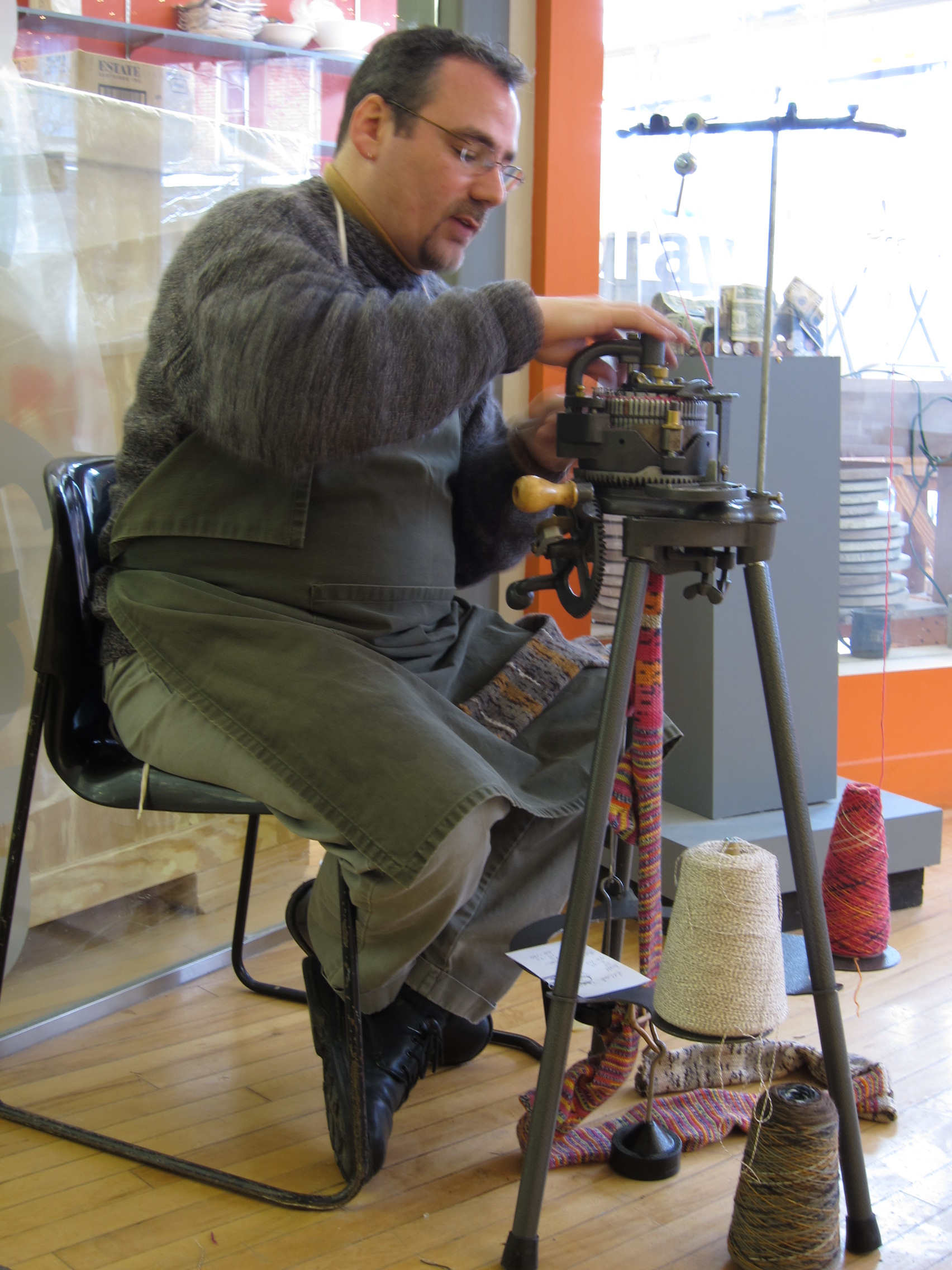
механическая машинка для вязания носков

Вязальная машина — техническое устройство для вязания трикотажного полотна методом различного переплетения пряжи. Вязальные машины применяются в трикотажной промышленности и в быту.
Промышленная вязальная машина может достигать значительных размеров и обычно электронно или механически программируется на производство какой-то одной детали определённого типа вязки.
Бытовая вязальная машина обычно выполняется в настольном варианте и более вариабельна. В зависимости от действий человека, работающего на вязальной машине, машина выдает полотно различной вязки, плотности, с различными цветовыми или текстурными рисунками.

## История изобретения
1589 год — помощник священника, англичанин Уильям Ли создаёт плоский ручной станок для вязания.
1656 год — основание первой вязальной фабрики во Франции.

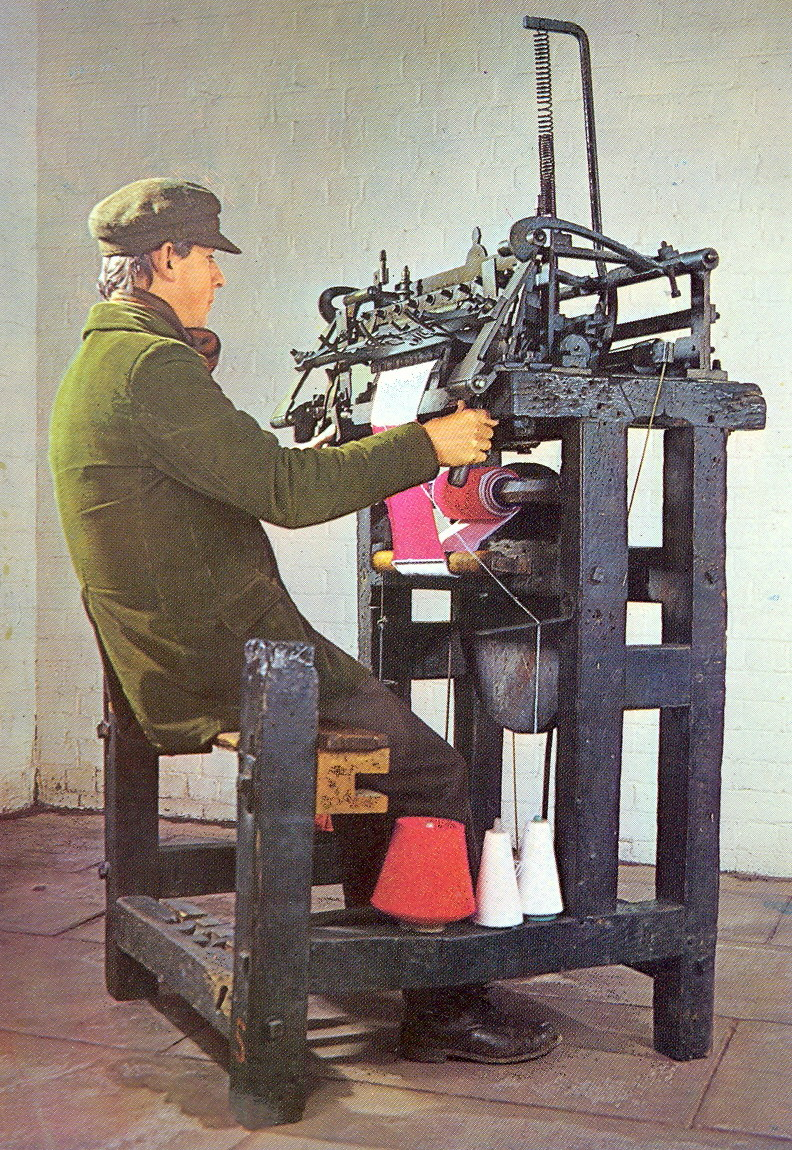
работа на вязальной машине 1820 год, экспозиция в музее

1863 год — Исаак Уильям Лэмба в Америке изобретает ручную плосковязальную машину. В 1867 году швейцарская фирма Генри Эдуард Дубид приобретает патент на это изобретение и начинает серийное производство вязальных машин.
27 июля 1873 года — основание компании по производству плоских вязальных машин Stoll H. GmbH & Co, Reutlingen. Генрих Штоль и Кристиан Шмидт основали «механическую мастерскую для изготовления вязальных машин».
1880 год — появление моторных плосковязальных машин, работающих в полуавтоматическом режиме. Такие операции, как расширение или сужение полотна надо было делать вручную. В 1910 году этот процесс был автоматизирован.
1952 год — создание вязальной машины Silver Reed Model 1 на фабрике Marukoshi Knitting Machines Ltd в Токио, Япония.
Год производства первой вязальной машины в СССР не известен.

## Страны и производители
- СССР — «Нева», «Ивушка», «Северянка», «Чернивчанка», «Рута-85»
- Япония — Silver Reed, Toyota, Brother
- Германия — Veritas
- США — Singer
- Китай — ADDI

## Виды вязальных машин
По количеству фонтур (игольниц) машины делятся на:
1. однофонтурные
2. двухфонтурные

Главное отличие двухфонтурной машины — способность вязать ластик (резинку) автоматическим способом.
Также вязальные машины делятся по типу прокладки нити:
1. ручной
2. автоматический

В настоящее время большинство продаваемых вязальных машин — двухфонтурные с автоматической прокладкой нити.
Большое распространение в последнее время получили бытовые программируемые вязальные машины. Программирование машины осуществляется с помощью перфокарт, либо через подключенный к машине компьютер.

## Классы вязальных машин
Класс — способность машины работать с определённым видом пряжи. Чем выше класс машины, тем более тонкая пряжа может использоваться в работе.
- 3 класс — игольница содержит 120—150 игл, расстояние между иглами — 9 мм. Оптимальны для пряжи плотностью 100—200 м на 100 г.
- 4 класс — игольница содержит 140 игл, расстояние между иглами — 6.5 мм. Оптимальны для пряжи плотностью 250—300 м на 100 г.
- 5 класс — игольница содержит 180—200 игл, расстояние между иглами — 4.5 мм. Для любой пряжи.
- 7 класс — игольница содержит 200—250 игл, расстояние между иглами — 3.6 мм. Для любой пряжи.[4]

## Как определить класс своей вязальной машины
Класс вязальной машины определяется количеством игл на один дюйм рабочей части фонтуры. Под дюймом понимают английский дюйм, равный 2,54 см.
1. Высчитывается количество игл на рабочей поверхности;
2. Определяется длина рабочей поверхности в сантиметрах, значение переводится в английские дюймы;
3. Количество игл делится на длину рабочей поверхности (в дюймах). Получившаяся целая часть числа соответствует классу машины.

Пример:
Если взять конкретно вязальную машину Нева 2, то её рабочая часть составляет 100,5 см (+ — пару мм) переведем длину её рабочей поверхности в дюймы (100,5 см: 2.54 см (дюйм)= 39.57)
А теперь узнаем сколько же иголок приходится на дюйм 200: 39,57 = 5.05 или 5 класс (5,05 G) Получается машина пятого класса.

## Популярность вязальных машин

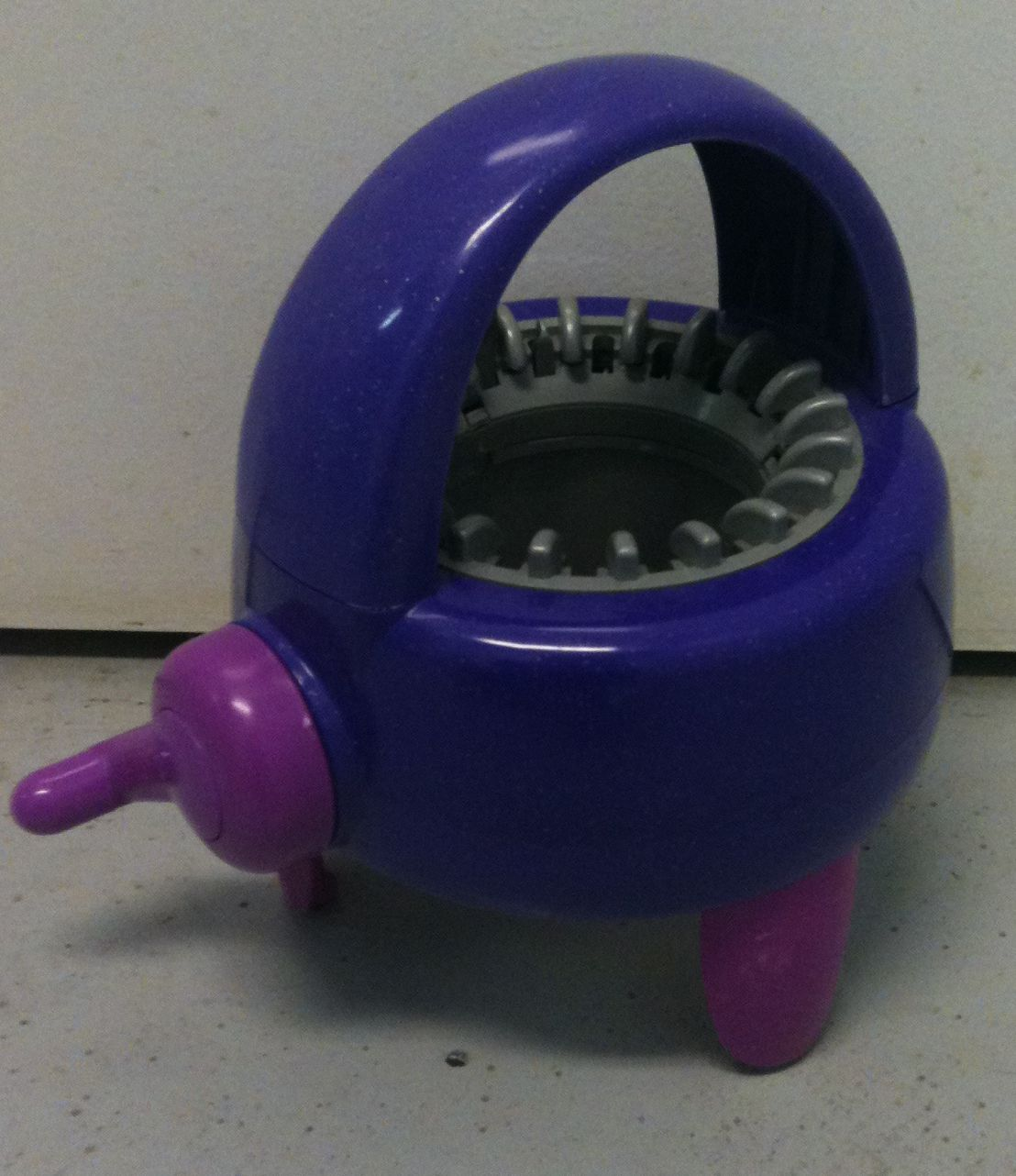
ручная круглая вязальная машинка

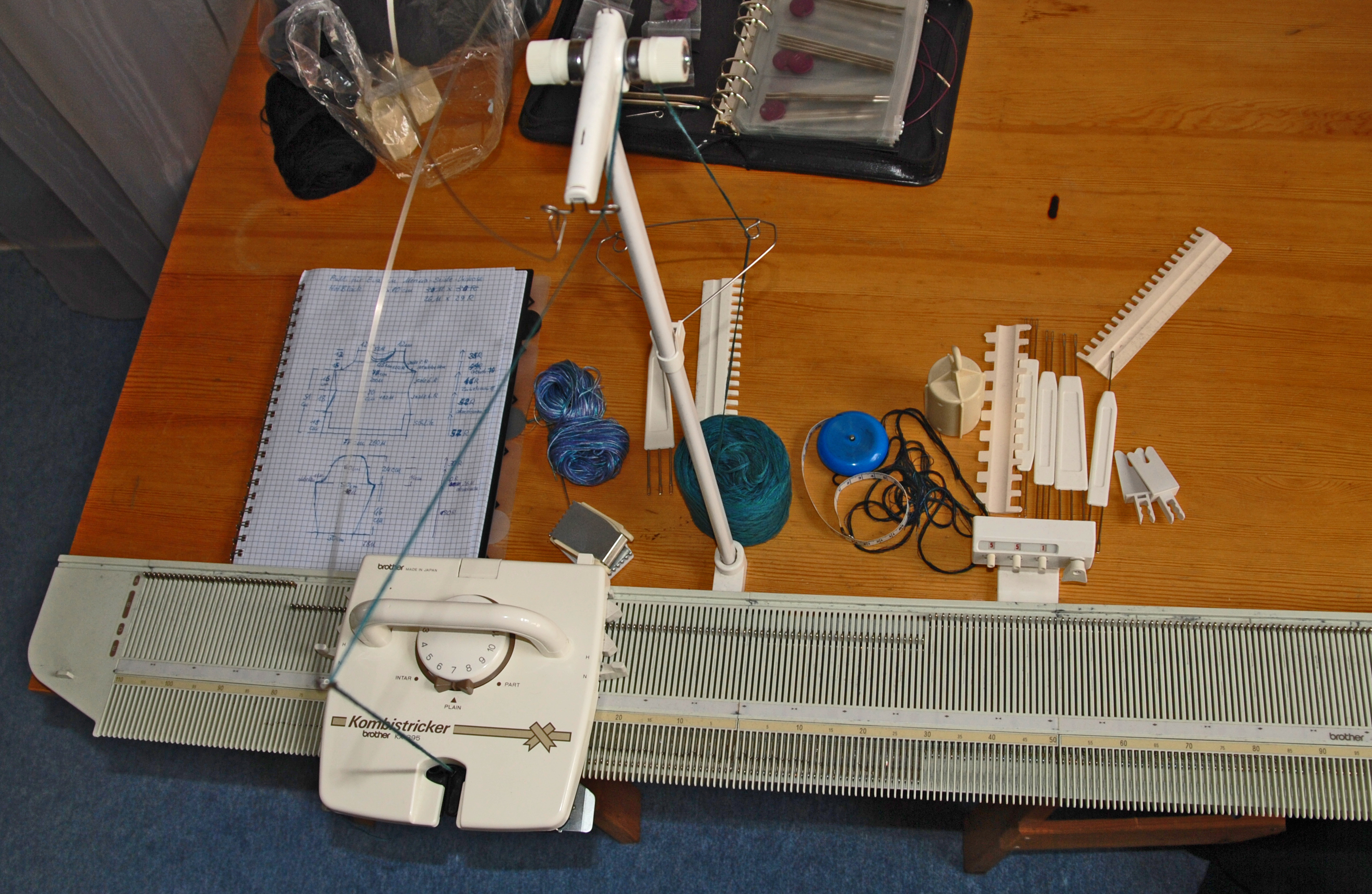
простая механическая вязальная машина для дома

Пиком популярности бытовых вязальных машин в СССР были 1980-е годы. Машины стоили относительно дёшево и позволяли быстро и качественно изготавливать оригинальную одежду. Начиная с начала XXI века в связи с усложнением вязальных машин произошло их удорожание (в среднем 1000—2000 долларов США), что снизило популярность вязальных машин в России. По прежнему устойчивым спросом пользуются простые одно- двух- фонтурные машины советского производства (Нева-2, Нева-5 и пр.) для убыстрения процесса классического вязания.